# Paseo botánico en la ribera del Indre
El Paseo botánico en la ribera del Indre (en francés: Parcours botanique au fil de l'Indre) es un jardín botánico y arboreto de 22 hectáreas de extensión de propiedad municipal, en Montbazon, departamento de Indre-et-Loire, Francia.

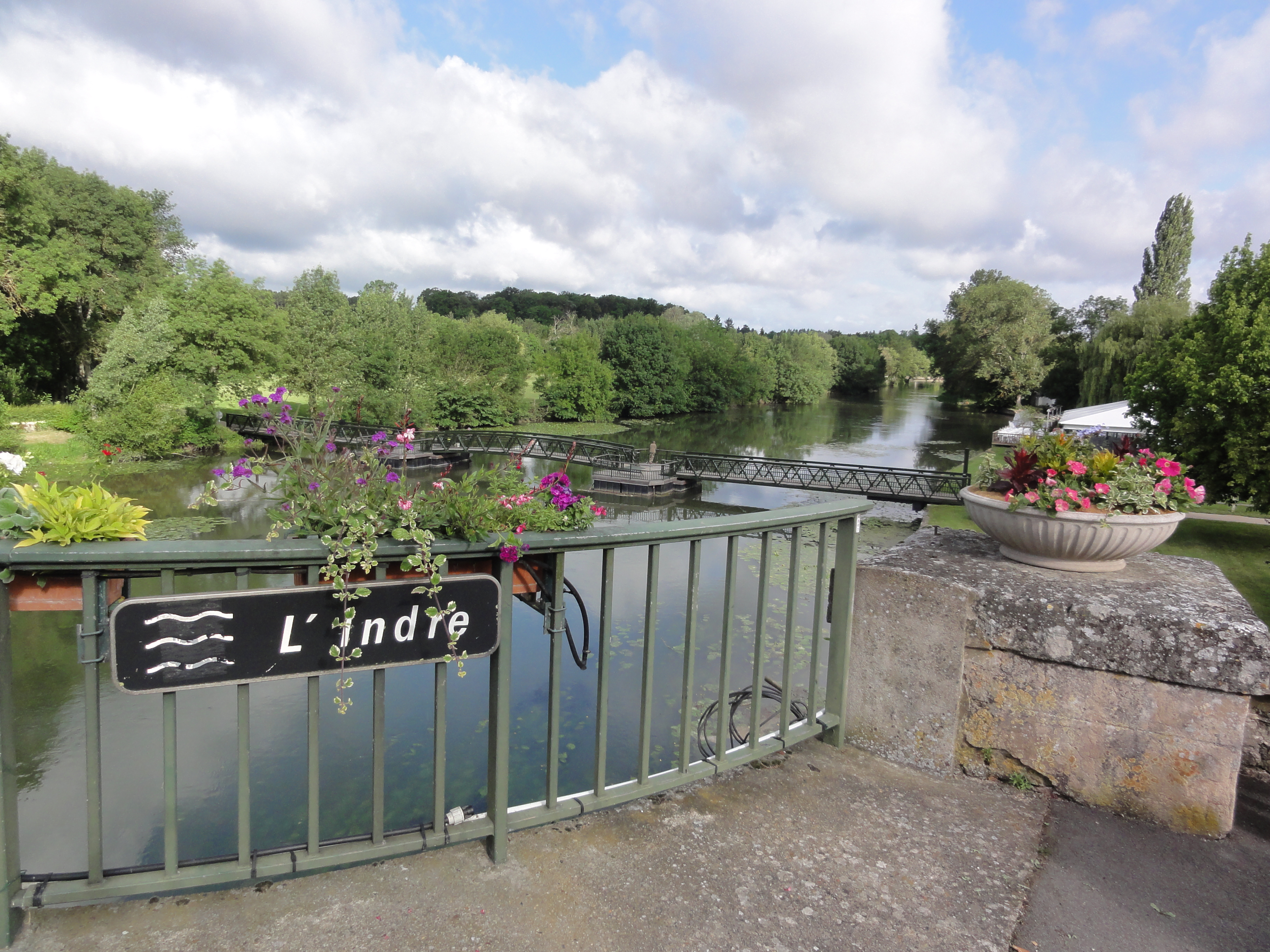
El río Indre en Montbazon.

Está abierto todos los días y la entrada es libre.

## Historia
La construcción del Château de la Grange Rouge tuvo lugar a finales del siglo XIX, y en este tiempo tuvo lugar las plantaciones de los grandes árboles actuales, por ejemplo el Sequoiadendron a la entrada del parque plantado entre 1890 y 1900.
Actualmente se ha adaptado el edificio como oficina de turismo de Montbazon.

## Colecciones
Este arboreto y jardín botánico lo componen dos espacios bien definidos;
- La Grange Rouge: biotopo forestal y la zona más elevada. Este es un antiguo parque en gran parte cubierto de un bosquete de robles. Sin embargo un gran número de los árboles forestales de la zona están representados allí: Quercus robur, Sorbus torminalis, Fagus sylvatica, Ilex aquifolium, Pinus sylvestris, Pinus pinaster, Mespilus germanica, Cornus, Corylus avellana . .

Los árboles son adultos y en el sotobosque se encuentra como planta tapizante Cyclamen hederifolium de tonos malvas y rosas.
- La Grande Ilette: biotopo de ribera y zona inundable. Este se divide a su vez en distintos espacios. A la llegada, un espacio boscoso con una colección de fresnos y sauces, cruzado por un arroyo de drenaje, confinado de plantas de riberas. En el centro, se encuentra un gran prado con aceres japoneses y bambús.

Al borde del río Indre, un camino de paseo rodeado de árboles que crecen de forma natural y su disposición es armoniosa. Se encuentran principalmente fresnos, álamos, sauces y alisos.
Se observa el remanente de un antiguo parque con especies exóticas como Pterocarya fraxinifolia, Liriodendron tulipifera, Liquidambar styraciflua, Alnus firma, Quercus coccinea, Quercus phellos, Alnus cordata, Taxodium distichum, Juglans nigra, y Sequoia sempervirens